# La la la (álbum)
La la la es un álbum doble grabado en conjunto por los músicos argentinos Luis Alberto Spinetta y Fito Páez, editado en 1986. Es el vigésimo álbum en el que Spinetta tiene participación decisiva y el tercero realizado por Páez. Ha sido calificado por la revista Rolling Stone como el #61 entre los cien mejores discos de la historia del rock argentino. El crítico Carlos Polimeni definió el disco como "encuentro cumbre que consigue ser más que un choque de egos y roza el carácter de obra maestra".
El álbum está integrado por veinte temas de los cuales diez fueron compuestos por Spinetta, siete por Páez y uno ("Hay otra canción"), por ambos. Además hay dos temas ajenos, el tango "Gricel" de Mores/Contursi y un instrumental de Carlos Franzetti, músico invitado en el disco.
Entre los temas de Spinetta se destacan "Todos estos años de gente" y "Cuando el arte ataque" y "Asilo en tu corazón", mientras que entre los temas de Páez se destacan "Folis Verghet", "Instant-táneas" y "Parte del aire".
El disco fue editado originalmente en dos formatos: como álbum doble en formato LP de vinilo y en formato digital en un solo CD, pero en este último formato la empresa discográfica decidió sacar el último tema ("Hay otra canción"), precisamente el único que habían compuesto juntos los dos músicos. En 2007 se realizó una reedición en dos CD, con todos los temas.
En el mega recital Spinetta y las Bandas Eternas organizado por Luis Alberto Spinetta en 2009 para celebrar sus 40 años en la música, Spinetta interpretó dos temas del álbum, "Retrato de bambis", de Carlos Franzetti y "Asilo en tu corazón", ambos interpretados con Fito Páez y Juan Carlos "Mono" Fontana. En este recital Spinetta y Páez interpretaron también "Las cosas tienen movimiento".

## Contexto
La colaboración de dos figuras máximas para sacar un álbum conjunto, como hicieron Spinetta y Páez en 1986, es un hecho inusual en el rock nacional argentino. Argentina transitaba el tercer año de democracia luego de la caída de la última dictadura. En ese contexto democrático el rock nacional, que había aparecido en los años finales de la década de 1960, se estaba masificando y desarrollaba nuevas sonoridades, a la vez que ingresaba una nueva generación. "A mi los ochenta me tatuaron la libertad" diría dos décadas después Fito Paéz.
La asociación entre Spinetta y Páez canalizó precisamente ese encuentro entre la generación que fundó el rock nacional y la segunda generación marcada por la Guerra de Malvinas (1982) y la recuperación de la democracia (1983).
Spinetta tenía 36 años. Ya había sacado diecinueve álbumes y liderado bandas esenciales del rock argentino, como Almendra, Pescado Rabioso, Invisible y Spinetta Jade. Mostraba un considerable giro hacia un estilo techno desde su álbum Mondo di cromo (1983). Fito Páez tenía apenas 23 años. Había emergido en 1982 en el panorama del rock nacional con la trova rosarina, destacándose desde un primer momento, y luego de acompañar a Juan Carlos Baglietto y Charly García en álbumes de gran importancia histórica, había emprendido su carrera solista editando dos álbumes, el segundo de los cuales (Giros), editado el año anterior, se perfilaba como uno de los grandes álbumes de la historia del rock nacional.
Spinetta había intentado el año anterior elaborar en forma conjunta un álbum con Charly García (Spinetta/García) que se frustró por diferencias personales y había lanzado un disco solista titulado Privé (donde Fito Páez participa en dos temas) que expresó los encontrados sentimientos que ese fracaso le había producido. Páez comenzaba a brillar con luz propia en lo más alto del rock nacional y quería cumplir su sueño de tocar junto a sus grandes ídolos musicales. Ya lo había hecho con García y en 1986 lo iba a concretar definitivamente con Spinetta.

A mi me liberaron Luis y Charly, en Rosario, en el año 76. Los ví con muy poco tiempo de diferencia uno del otro: La Máquina de Hacer Pájaros de García y El jardín de los presentes con gran parte del repertorio anterior de Invisible. Entonces tuve una gran época de fan de ellos. Liberaron la voluntad y el deseo de hacer música... Cuando los conozco inmediatamente me siento cerca... porque ellos me la hicieron fácil... Y el encuentro con Luis que fue en Santa Fe y Riobamba, íbamos caminando: "¿vos sos vos?" "¿Y vos sos vos?" Y después hicimos una amistad maravillosa, una hermandad maravillosa. Por eso toda esa idea del ídolo se disolvió en muy poco tiempo... Entonces me siento muy responsable de haber estado en ese lugar en ese momento.
Fito Páez, Entrevista de Gastón Pauls, Dos Solos

El álbum conjunto fue boicoteado por la empresa discográfica EMI, que tenía contrato con Fito Páez y pretendía dar prioridad a su reciente carrera como solista:

Nosotros nos opusimos a todo eso y contra viento y marea pudimos grabar.
Luis Alberto Spinetta

El 7 de noviembre de 1986, poco días después de finalizar la grabación del disco, Fito Páez sufrió la tragedia de que su abuela (Delma Zulema Ramírez de Páez) y su tía abuela (Josefa Páez), que él reconocía como "sus madres" -su madre murió cuando tenía 8 meses-, fueran asesinadas brutalmente en su casa de Rosario. Junto a ellas fue asesinada también Fermina Godoy, que trabajaba en casa de los Páez y estaba embarazada.
El dolor y la tristeza, que se sumó a la muerte de su padre el año anterior, lo sumió en un estado de desesperación depresiva del que tardaría mucho en salir y que se expresaría en su célebre canción "Ciudad de pobres corazones" ("en esta puta ciudad... matan a pobres corazones"), estrenada precisamente en el recital en el estadio Obras Sanitarias de diciembre de 1986, en el que lanzaron públicamente el álbum.
Spinetta acompañó personalmente a Páez en esos momentos, que coincidieron con las presentaciones que hicieron del disco y llegó a sentirse culpable de la tragedia, atribuyéndola al álbum:

En su momento creí que La la la había provocado lo que sucedió después... Toda nuestra finalidad erótica y violenta quedó ridiculizada frente a una violencia para la que es muy difícil estar preparado.
Luis Alberto Spinetta

El siguiente álbum de estudio de Spinetta sería Téster de violencia (1988), metáfora que el Flaco creó pensando en Fito Páez.

## El álbum

### Contenido
El contenido del álbum se caracteriza por la alternancia de los estilos característicos de Spinetta y Páez. En el primer disco el equilibrio entre ambos es pleno, con cuatro temas de cada uno y dos ajenos. En el segundo disco predomina Spinetta con seis canciones propias, frente a tres de Páez, para cerrar con la canción que ambos compusieron juntos.
Fito Páez habló del significado del disco en ocasión de la muestra Los libros de la buena memoria sobre la obra de Spinetta organizada por la Biblioteca Nacional en noviembre de 2012:

Me toca la parte de La la la, un pequeño episodio en la vida de Luis y una gran parte de la mía. Fue muy curioso grabar un álbum con alguien a quien le debía la gracia de haberme acercado a la música. Nos conocimos y armamos un trío con Eduardo (Berti): veíamos mucho cine, hablábamos, fumábamos, bebíamos, hacíamos música. Es un disco que surge de una rareza para la industria, desde la amistad, además de la innegable extrañeza de la obra. Creo que en esa extrañeza está vibrando la ‘inclasificabilidad’ de Luis Alberto Spinetta...
Fito Páez

Spinetta ha subrayado el contenido erótico y violento que predomina en el disco. Por entonces el Flaco venía descubriendo las posturas revulsivas del filósofo francés Michel Foucault, en particular sus investigaciones sobre la sexualidad, el poder y la violencia expuestas en los libros Historia de la sexualidad y Vigilar y castigar. Varios de los temas compuestos por Spinetta para el álbum están inspirados directamente en esas lecturas, como "Serpiente de gas" y "Arrecife".

Yo creo que estos tipos (como Foucault) nos enseñan como tener un grado de rebeldía inteligente... Estos escritores lo que provocan es un mecanismo de rebeldía que es como un motor. De lo que creíamos que era verdadero, de lo que nos enseñaron, ahora aprendemos a cuestionarnos todo, a invalidar muchas cosas.
Luis Alberto Spinetta

Fito Páez también destacaba por entonces la importancia de Foucault para entender el mundo moderno:

Foucault te introduce al mundo moderno. Es como una introducción a la mente contemporánea. Lo que él dice lo palpás en todos lados. El panóptico, la vigilancia.
Fito Páez

Luego de lanzado el álbum Roberto Jacoby, por entonces letrista de Virus, bromeaba sobre esa aproximación ideológica entre Fito y Luis Alberto a través del título de un artículo periodístico:

Lo dijo Spinetta y lo confirmó Fito, quien no incorpora a Foucault no entiende un pito.
Roberto Jacoby

Fito Páez fue el impulsor del disco. Él tuvo la idea, él compuso el tema "Dejaste ver tu corazón" para Spinetta, que fue el impulso inicial del disco y él produjo el álbum. Muchos años después Fito destacaba de aquella experiencia los acordes "insólitos" de Spinetta, que también menciona en la canción "La vida sin Luis" que compuso luego de su muerte ("si algo nunca he de olvidar son tus acordes plateados"):

A Luis le llevaba el material y él quería las inversiones de los pianos y las formas de armonías guitarrísticas pasadas al piano eran insólitas... (se ríe). Ahí aprendí otra manera de armar los acordes: era insólito. Para uno, que escuchaba Beatles o Stones... la naturaleza de Luis era otra. El Sol Mayor no era Sol Mayor: era diferente. Las armonías de “Serpiente de gas” o “Atiborrado” son clases de música.
Fito Páez

En contra de la tendencia tecno que venía impulsando Spinetta en sus últimos discos, este disco es definido por el propio Spinetta como "no tecnológico":

Es un álbum absolutamente no tecnológico, en el sentido de la utilización de aparatos. Sólo hay dos baterías que programé para dos temas para el disco y lo demás es todo tocado. No hay bajos de sequencer, inclusive hay baterías y percusión hechas con teclados en temas como "Tengo un mono" y "Grisel".
Luis Alberto Spinetta

Fito ha destacado su aporte al rock nacional de ritmos ternarios provenientes del folklore argentino, visibles en casi todos sus temas:

El 6 por 8... Eso no estaba acá. Desde el rock no había sido abordado... Yo traigo esa herencia del interior, de estar en contacto con el folklore y con el tango... Incluso Luis ha tenido contactos con el folklore, de utilizar ritmos ternarios ligados al folklore, no al jazz, no al 3/4 del vals sino a los pulsos en 6 por 8.
Fito Páez

La misma cuestión del aporte folklórico en la música de Páez fue tema de una pregunta de la revista Pelo, cuando la grabación del disco era solo una posibilidad:

-Pregunta: ¿Qué tipo de música haría juntos (con Fito Páez)? Fito últimamente se encuentra en la exploración de ritmos autóctonos.
-Spinetta: Bueno, ¿por qué no? Yo ya hice zambas, bagualas. Tengo la zamba de Jade que todavía no estrené, y "Luna nueva" o la chacarera del Mono de Madre en años luz. Esto te confirma que las temáticas y los géneros se pueden unir tanto como queramos.

Entre los músicos invitados se destacan especialmente Carlos Franzetti que hace los arreglos de cuerdas en cuatro canciones e incluso aporta un tema propio y Daniel Wirtz, que toca la batería en seis canciones e inició una relación con Spinetta que se concretaría años después al integrar la banda Spinetta y los Socios del Desierto. También es considerable la presencia en cinco temas de Machi Rufino, bajista de la histórica banda Invisible. El por entonces guitarrista de Sumo, Ricardo Mollo participa tocando el Ukulele en la cancion "Un Niño Nace". 

### Título
El título La la la está referido a la pasión y el talento de componer y cantar sus propias canciones que compartían Luis Alberto Spinetta y Fito Páez. "Sólo la la la" es el título de una de las canciones del álbum, compuesta por Páez, completamente tarareada. Spinetta también incluye la expresión "la la la" en "Tengo un mono". En un reportaje conjunto a la revista Pelo, Spinetta y Páez remarcaron el sentido irónico del título y a la vez el objetivo de transmitir a los fans que el álbum no buscaba desarrollar un proyecto musical novedoso -para el que no había tampoco tiempo debido a las presiones de la discográfica EMI-, sino que buscaba reunir a dos cantautores.

### Tapa
La tapa del álbum es la unión de la mitad derecha de la cara de Fito Páez con la mitad izquierda de la cara de Spinetta, de tal modo de construir un solo rostro que se toma la cara con las manos. Los cuerpos se ven solo hasta el pecho y parecen estar desnudos. La contratapa también es la imagen de un rostro compuesto por la mitad de las caras de Fito y Luis, pero sin las manos sobre el rostro e invertidas, de modo que aquí la mitad derecha la ocupa el rostro de Spinetta en tanto que la mitad izquierda, el rostro de Fito Páez.
El autor de las fotografías es Eduardo "Dylan" Martí, autor de muchas otras fotografías de Spinetta, entre ellas varias de portadas y de todos sus videoclips y también padre de los músicos Lucas Martí y Emmanuel Horvilleur, este último integrante del dúo Illya Kuryaki and the Valderramas junto a Dante Spinetta, hijo mayor de Luis Alberto.

La idea de la foto de La la la, el disco a dúo con Fito Páez, fue de Luis, cuenta. “Las hicimos una noche en la casa que Fito alquilaba con Fabiana Cantilo en Pampa y Forest –precisa–. Todo el proceso fue mecánico, hoy la idea de hacer mezclar los rostros en uno sólo se podría realizar a la perfección".
Eduardo "Dylan" Martí

### Temas
El álbum tiene veinte temas, divididos en dos discos, en cantidades iguales. De los veinte temas, diez son de Spinetta, siete son de Fito Páez, uno es un tango clásico de Mariano Mores y Contursi, uno es de Carlos Franzetti y el restante, que cierra el álbum, es un tema conjunto de Fito y Spinetta. Tres temas son instrumentales y el resto son canciones. Todos los temas fueron arreglados por ambos e interpretados conjuntamente, con excepción de "Parte del aire", que lo toca y canta Fito Páez solo.
El álbum comienza con el tema "Folis Verghet" de Fito Páez, que se volvería uno de sus clásicos. Un tema rápido que juega con las palabras, mezclando el famoso cabaret francés Folies Bergère, con expresiones relacionadas con la locura y la sexualidad. Como músicos invitados participan Fabiana Cantilo (coros) -pareja de Fito por entonces-, Fabián Lonch (bajo) y Daniel Wirzt (batería). Fito Páez eligió este tema para abrir su recital durante la celebración del Bicentenario de Argentina, el 25 de mayo de 2010, en la avenida 9 de Julio de Buenos Aires, ante más de tres millones de personas.
Le sigue "Instant-táneas", otro tema que se volvió clásico del repertorio de Páez y que -como el anterior- juega con las palabras. El narrador registra imágenes fugaces de Buenos Aires mientras vive una relación pasional muy conflictiva. La canción se relaciona con la tormentosa relación que mantenían por entonces Fabiana Cantilo y Fito Páez. Precisamente en el tema, Fabiana canta y realiza los arreglos corales. También participaron como músicos invitados Fabián Gallardo (voz y arreglos de voces), Machi Rufino (bajo) y Daniel Wirzt (batería).
El tercer tema es de Spinetta: "Tengo un mono". Tema de aire oriental y sin músicos invitados. La letra enumera una cantidad de cosas que tiene el narrador, pero nunca dice tener un mono. Spinetta relacionó esta canción con la masacre en la que murieron las madres de Fito Páez dos meses después de la grabación del álbum:

Debo confesar que en ese momento relacioné los hechos con la violencia del disco. Entonces me arrepentí de haber escrito una letra como la de "Tengo un mono", donde decía: "Tengo un termo de merthiolate / tengo un trapo con obsidianas" o "soy la araña, la que cura la enfermedad". Me arrepentí de las cosas más violentas que había creado dedicándoselas a Fito. Yo sabía que cuando él leyera esas letras iba a pensar: "qué bestia, que impresionante". Pero luego pasó lo de las viejas y llegué a sentirme el creador de lo que sucedió. Como si todo se hubiese desatado por la violencia propia de la obra. Sé que es una paranoia, pero lo sentí así y sufrí mucho.
Luis Alberto Spinetta

Viene después "Retrato de bambis" de Carlos Franzetti. Se trata de un intermezzo instrumental interpretado por una orquesta de cuerdas según un arreglo musical del autor, que no estaba en el plan original del álbum. El título de la canción es obra de Luis Alberto Spinetta y se relaciona con una fotografía suya de infancia en la que aparece abrazado a un bambi de peluche, que fuera publicada en el cuadernillo anexo al álbum Pescado 2. Fue uno de los dos temas del álbum La la la seleccionados para el mega recital Spinetta y las Bandas Eternas organizado por Luis Alberto Spinetta en 2009 para celebrar sus 40 años en la música, ambos interpretados con Fito Páez y Juan Carlos "Mono" Fontana.
La última canción del lado A del primer disco es "Asilo en tu corazón", de Spinetta. Es una bellísima balada que integraría en adelante el repertorio clásico spinetteano. El propio Spinetta ha contado que la escribió llorando "en medio de un ataque emocional". Como músicos invitados participan Rufino en el bajo, Wirzt en batería y Franzetti que realiza un notable arreglo de cuerdas.
El lado B del primer disco abre con "Dejaste ver tu corazón", bello vals de amor de Fito, relacionado con la conflictiva y pasional relación con Fabiana Cantilo. En el tema Páez canta y toca los teclados, mientras que Luis Alberto Spinetta toca una guitarra sintetizada Roland G-505. Como músicos invitados participan Gustavo Giles (contrabajo), Lucio Mazaira (batería) y Carlos Franzetti (arreglos de cuerdas).
Sigue "Sólo la la la" de Fito, un instrumental tarareado que alude al título y el sentido del álbum y que cantan ambos a dos voces. En el tema Páez toca la guitarra acústica y Spinetta la guitarra eléctrica, sin músicos invitados.
El octavo tema es una versión magistral del clásico tango "Gricel" de Mariano Mores y José María Contursi. La interpretación busca darle un costado siniestro al tango, fijando la atención en la tensión entre las frases "no te olvides de mí" y "ni te acuerdas de mí", mediante la distorsión de la voz. Sin músicos invitados.
Luego está "Serpiente de gas" de Spinetta, tema influido por las lecturas que venía realizando de las obras de Michel Foucault, como Vigilar y castigar e Historia de la sexualidad. Además de Spinetta (voz y guitarra) y Fito (teclados), la interpretación del álbum cuenta como invitado a Pino Marrone, virtuoso guitarrista que había brillado brevemente con Crucis en los años setenta, debiendo luego emigrar a Estados Unidos debido a la dictadura instalada en 1976, donde se convirtió en uno de los grandes maestros de guitarra de Guitar Institute of Technology (GIT).
El décimo tema, "Todos estos años de gente", cierra el disco 1, con participación de Machi Rufino en el bajo como invitado. Se convirtió en un clásico spinetteano, por el sentido social de la canción referida a los excluidos y por el profundo mensaje humanista encerrado en esa expresión.

...entre la lluvia y los falcon
ya no viven ni adentro ni afuera.
"Todos estos años de gente" (fragmento)

"Carta para mí desde 2086" abre el disco 2. Como músicos invitados tocan Daniel Wirzt (batería) y Fabián Llonch (bajo). Es un tema futurista de Fito en el que se escribe una carta a sí mismo desde el futuro incierto y pesimista:

Ya pasaron las bombas
el hambre y el tren.
Aquí en Baires las cosas no marchan bien.
"Carta para mí desde 2086" (fragmento)

Sigue "Jabalíes conejines" de Spinetta, una fábula en la que el jabalí es asociado a un hombre que se hace rico robando ideas de otras personas y el conejín es asociado a un estrella de rock que en su necesidad de ser amado por el público, pierde el alma. Como invitados tocan Daniel Wirzt (batería) y Fabián Llonch (bajo).
"Parte del aire" de Fito Páez es uno de los puntos sublimes del álbum. Se trata de un emotivo rock con aire litoraleño compuesta al día siguiente de morir su padre, en la Navidad de 1985. Páez imagina a su padre volviéndose "parte del aire" y encontrándose allí con su madre, fallecida cuando apenas tenía meses. La canción la canta y la toca solo Fito Páez, por pedido expreso de Spinetta:

Me acuerdo de Luis y de cómo se emocionó cuando la escuchó. Estábamos en la casa que teníamos con Fabi y se puso a llorar. Me dijo: "Sos un hijo de puta, cómo hacés eso". Él quiso que forme parte del álbum, fue una canción que le gustaba mucho.
Fito Páez

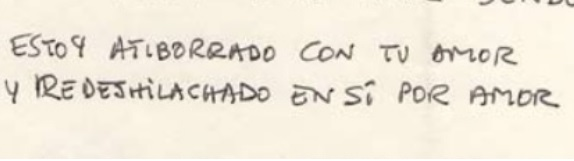
Manuscrito de Spinetta de la canción.

Vienen luego una sucesión de cinco canciones de Spinetta: la provocativa "Cuando el arte ataque"; la bellísima aria "Pequeño ángel" ("dame tu luz pequeño ángel") con un emocionante arreglo de cuerdas de Franzetti y xilofón; "Arrecife" donde despliega su visión acerca de la complejidad del mundo, la ambigüedad de las cosas y la complementación de los opuestos; "Estoy atiborrado con tu amor", un vals erótico; y "Un niño nace", revisitando otra vez el tema de la niñez, donde participa Ricardo Mollo en ukelele, aunque sin figurar en los créditos.
El anteúltimo tema del álbum es un instrumental conmovedor, "Woycek", compuesta por Fito Páez como devolución de lo que había sentido cuando vieron la película Woyzek de Werner Herzog, con Klaus Kinski, recreación de una clásica obra del teatro alemán considerada "el Hamlet de los parias", en la que un pobre soldado humillado y explotado, termina matando a su mujer y muriendo en un río de sangre.
El último tema es "Hay otra canción", compuesta por los dos, la única canción que existe compuesta por ambos. La letra habla precisamente de la importancia que componer canciones tiene en la vida de esos dos cantautores y la cercanía ideológica que ambos sentían tener. El tema está en el disco editado en vinilo, pero la empresa discográfica EMI decidió por su cuenta sacar la canción. Recién en 2007 la incluyó en la edición en CD del álbum.

No entraba todo en el CD ¿entendés? No entraba. "Saquemos el último tema" (risas). Ni siquiera fue llamar para consultar: "¿qué tema? ¿te parece? No". ¡Sacan el último tema que era el único que habíamos compuesto juntos!
Fito Páez

## Lista de temas
1. Folis Verghet (Páez) - 3:39
2. Instant-táneas (Páez) - 5:37
3. Tengo un mono (Spinetta) - 5:15
4. Retrato de bambis (Franzetti) - 1:34
5. Asilo en tu corazón (Spinetta) - 5:35
6. Dejaste ver tu corazón (Páez) - 5:16
7. Sólo la la la (Páez) - 1:23
8. Gricel (Mores - Contursi) - 4:31
9. Serpiente de gas (Spinetta) - 4:29
10. Todos estos años de gente (Spinetta) - 5:19
11. Carta para mi desde el 2086 (Páez) - 5:07
12. Jabalíes conejines (Spinetta) - 2:31
13. Parte del aire (Páez) - 5:05
14. Cuando el arte ataque (Spinetta) - 2:23
15. Pequeño ángel (Spinetta) - 2:36
16. Arrecife (Spinetta) - 4:53
17. Estoy atiborrado con tu amor (Spinetta) - 4:49
18. Un niño nace (Spinetta) - 4:11
19. Woycek (Páez) - 3:40

Total:  77:53
20. Hay otra canción [Bonus track] (Páez - Spinetta) - 5:11
Total:  83:04

## Músicos
- Luis Alberto Spinetta: guitarra, guitarra acústica, guitarra sintetizada Roland y voz.
  - voz en 1, 2, 3, 4, 5, 7, 8, 9, 10, 11, 12, 14, 15, 16, 17, 18, 20
  - guitarra Roland en 10, 19
  - guitarra acústica en 12, 16, 18
  - guitarra eléctrica en 1, 2, 3, 5, 6, 7, 8, 9, 10, 14, 16, 17, 20
- Fito Páez: teclados, guitarra acústica y voz
  - voz en 1, 2, 3, 5, 6, 7, 9, 10, 11, 13, 16, 18, 20
  - guitarra acústica en 7
  - teclados en 1, 2, 3, 5, 6, 8, 9, 10, 11, 12, 13, 14, 15, 16, 17, 18, 19, 20
- Fabiana Cantilo: Voz en 1 y Arreglo de voces y voz en 2.
- Carlos Franzetti: Arreglo de cuerdas en 5, 6, 13, 15, 20.
- Daniel Wirtz: Batería en 1, 2, 5, 11, 14, 16.
- Fabián Gallardo: Arreglo de voces y voz en 2.
- Fabián Llonch: Bajo en 1 y 11.
- Gustavo Giles: Contrabajo en 6 y 17.
- Lucio Mazaira: Batería en 6 y 17 y Arito y Platos en 18.
- Machi Rufino: Bajo en 2, 5, 14 y 20 y coros en 14.
- Pino Marrone: solo en tema 9
- Ricardo Mollo: ukulele en 18.

## Ficha técnica
- Grabación: Estudios ION, salas A y B entre agosto y octubre de 1986
- Fotografía: Eduardo Martí
- Direccion de Arte: Horacio Gallo
- Técnicos de Grabación: Jorge Da Silva, Osvaldo Acedo y "Pucho" Alonso
- Técnico de Mezcla: Jorge Da Silva
- Técnico de Corte: Luis Quinteros
- Asistentes: Alejandro Avalis, Lucho Garutti, Mario Salas y Claudio Bogado
- AyR EMI: Adrián Posse
- Producción de Estudio: Luis Alberto Spinetta y Fito Páez.

Gracias: Tweety González, Alejandro Rozitchner, Martin, Roberto Mouro y a todos los músicos por la intensidad.
Sin ser mencionado en los créditos participan también Ricardo Mollo -interpretando el ukelele en "Un niño nace"-, y Ulises Butrón.